# Kommandantur

Une Kommandantur (pl. Kommandanturen, parfois francisé Commandature) est, durant les deux guerres mondiales, une structure de commandement militaire de l'armée allemande dans les territoires étrangers qu'elle occupait.
Le terme allemand Kommandantur (litt. « commandement militaire ») désigne à la fois, dans le cadre général de l'administration militaire allemande (la Militärverwaltung), les services de commandement, le bâtiment où ils sont regroupés et le territoire concerné.

## Première Guerre mondiale
Durant la Première Guerre mondiale, en Belgique, l'évolution des opérations militaires et le rapprochement du front en 1917 vont entraîner une diminution territoriale de l'aire de contrôle de l'une ou l'autre Kommandantur (notamment dans le Hainaut et le Sud-Luxembourg) au profit des « zones d'étape » (Kriegs-Etappenwesen) : des territoires en arrière du front, en théorie distants les uns des autres tout au plus d'une journée de marche, où étaient regroupées les infrastructures nécessaires à la prise en charge des troupes (comprenant entre autres zones d'hébergement, centres de ravitaillement et hôpitaux militaires).

## Seconde Guerre mondiale

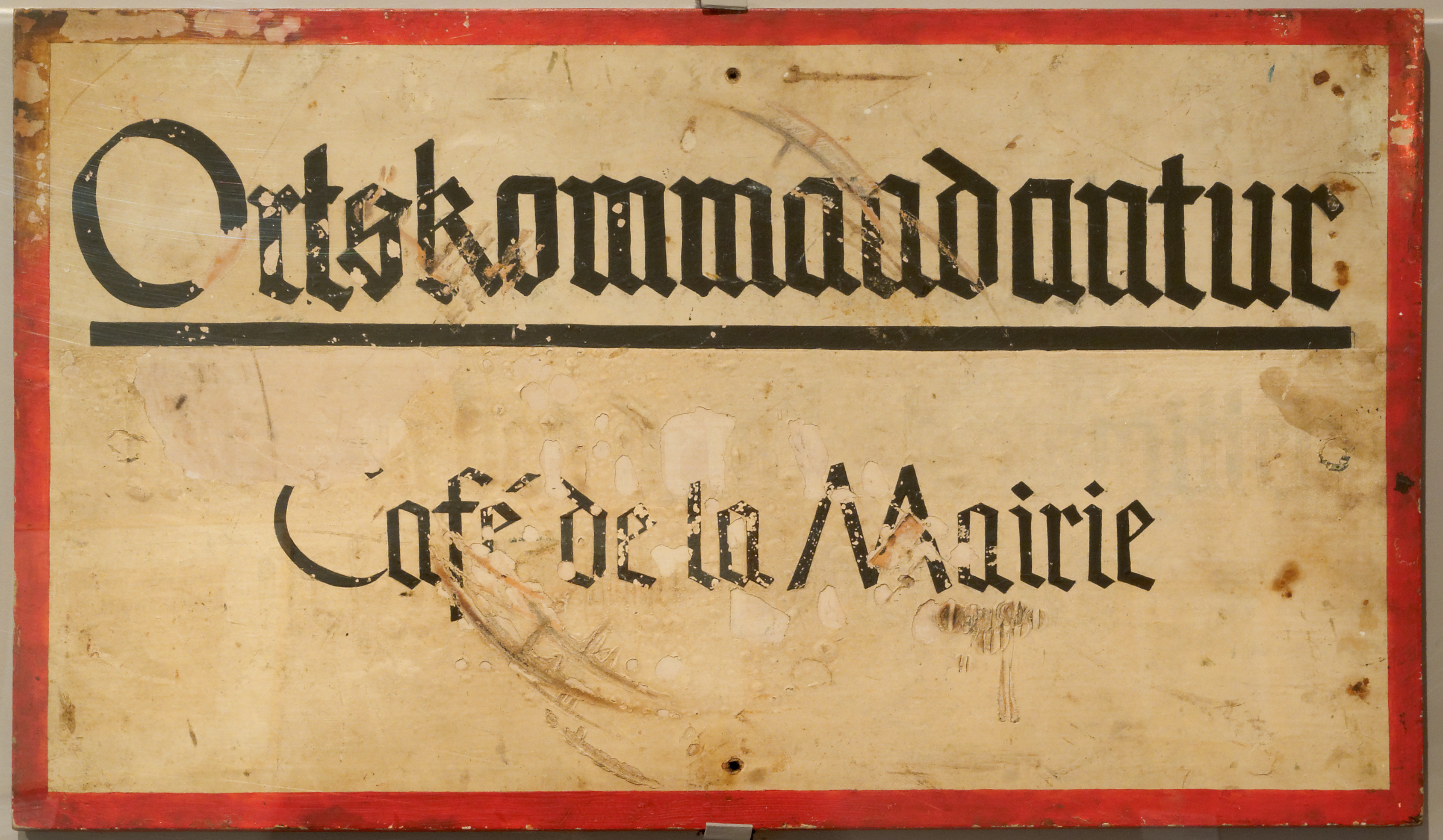
Plaque de lOrtskommandantur de Belfort.

Durant la Seconde Guerre mondiale, le Reich réorganise les Kommandanturen de manière hiérarchique, structurant celles-ci en fonction de l'importance et de l'étendue du territoire qu'elles administrent : 
- L'Oberfeldkommandantur (OFK) est au sommet de la hiérarchie : c'est une unité de commandement militaire au niveau par exemple d'une région française (Ober signifiant « supérieur ») ;
- La Feldkommandantur (FK) est une unité de commandement militaire au niveau par exemple d'un département français ou d'une province belge (Feld signifiant « champ », et par extension, « zone ») ;
- La Kreiskommandantur (KK) est une unité de commandement militaire au niveau par exemple d'un arrondissement français (Kreis signifiant « cercle » et désignant par extension un arrondissement allemand) ;
- L'Ortskommandantur (OK) est l'échelon territorial le plus restreint de la hiérarchie : c'est une unité de commandement militaire au niveau par exemple d'une commune (Ort signifiant « lieu » ou « localité ») ;
- La Standortkommandantur (STK) : commandement administratif de garnison ;
- La Hafenkommandantur : commandement de port - capitainerie.

En signe de domination des territoires occupés, l'armée allemande avait pour coutume d'installer ses Kommandanturen dans des bâtiments remarquables : châteaux, manoirs, édifices historiques ou hôtels particuliers.

### France

#### Paris
En 1940 est installé sur la place de l'Opéra, à l'angle de la rue du 4-Septembre et de l'avenue de l'Opéra, le siège de la Kommandantur de Paris, officiellement intitulée Platzkommandantur des Kommandanten von Gross-Paris (Kommandantur du Commandant du Grand Paris). Le commandement du Gross-Paris en question s'installe, lui, à l'hôtel Meurice, où siègent les différents gouverneurs militaires de la ville.

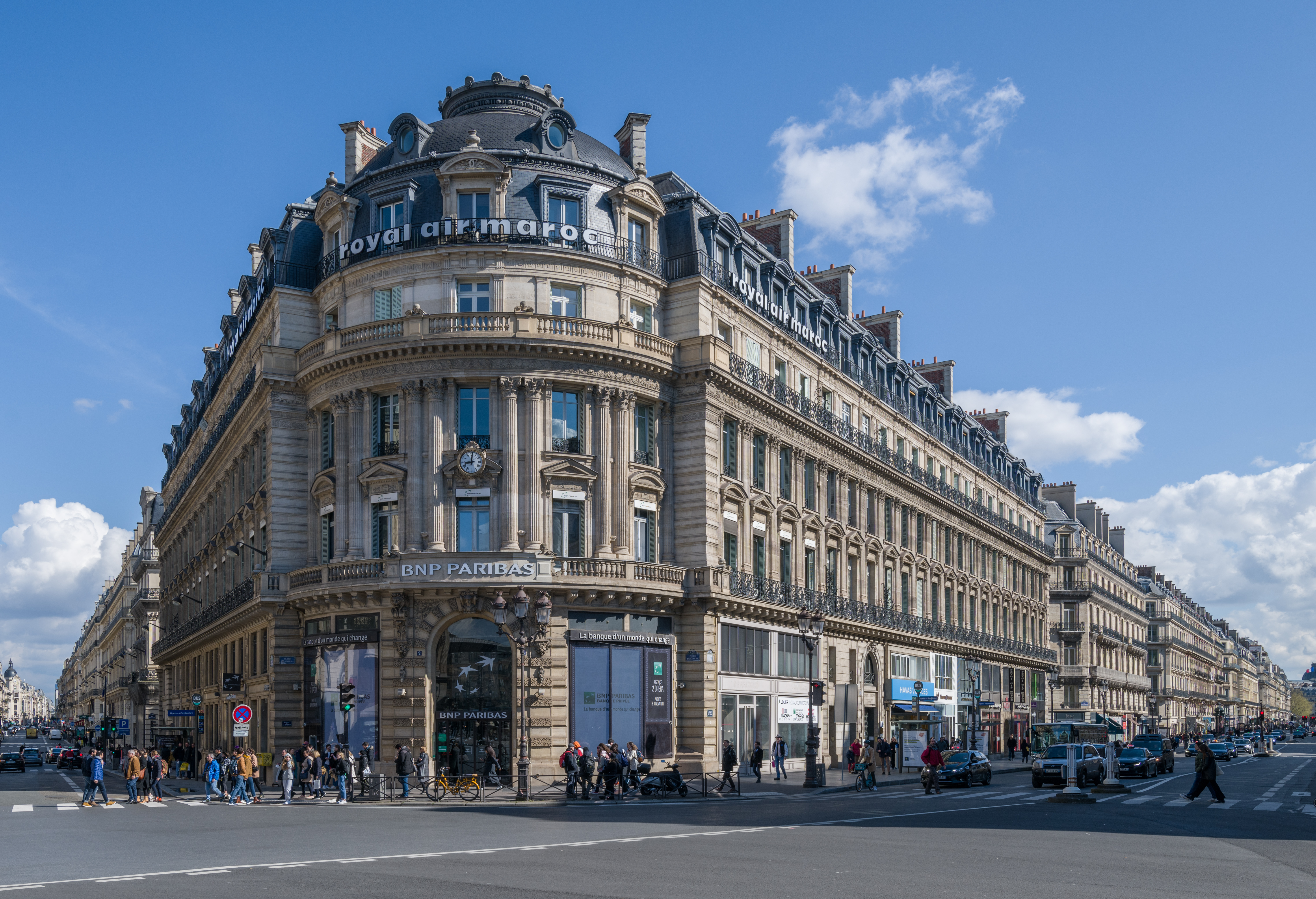
De nos jours.

#### Lyon
Une Platzkommandantur est brièvement installée à Lyon. Celle-ci sera supprimée le 10 juin 1944, puisque la ville de Lyon faisait partie de la zone libre[Information douteuse] et qu'auprès de la population française, le régime nazi souhaitait conserver l'illusion de l'autonomie du gouvernement de Vichy.

#### Lille
En 1940, une Oberfeldkommandantur est installée à Lille. Cette administration (l'OFK 670) dirigeait elle-même trois Feldkommandanturen :
- Arras dirigeait quatre Kreiskommandanturen à Béthune, Montreuil, Saint-Omer et Boulogne, une Ortskommandantur à Lens et une annexe à Calais ;
- Lille dirigeait une Kreiskommandantur à Dunkerque, une Ortskommandantur à Lille et deux annexes à Roubaix et Hazebrouck ;
- Valenciennes dirigeait trois Kreiskommandanturen à Cambrai, Avesnes-sur-Helpe et Douai, et une Ortskommandantur à Maubeuge.

#### Dijon
Dijon était dirigée par la Feldkommandantur 669 (FK 669) responsable du département de la Côte-d'Or.